# Mackenzie MacEachern
Mackenzie MacEachern (* 9. März 1994 in Bloomfield Hills, Michigan) ist ein US-amerikanischer Eishockeyspieler, der seit Juli 2023 wieder bei den St. Louis Blues in der National Hockey League unter Vertrag steht und parallel für deren Farmteam, die Springfield Thunderbirds, in der American Hockey League auf der Position des linken Flügelstürmers spielt. Zuvor bereits verbrachte er sechs Jahre in der Organisation der Blues und lief ein Jahr für die Carolina Hurricanes auf.

## Karriere
Mackenzie MacEachern wurde in Bloomfield Hills geboren und spielte in seiner Jugend ebenda für das Eishockeyteam der Brother Rice High School in regionalen Nachwuchsligen. In der Saison 2011/12 verzeichnete er dort 90 Scorerpunkte in nur 29 Spielen, sodass er im NHL Entry Draft 2012 an 67. Position von den St. Louis Blues ausgewählt wurde und anschließend zur Spielzeit 2012/13 zu den Chicago Steel in die United States Hockey League (USHL) wechselte. Dort war der Flügelstürmer ein Jahr aktiv, ehe er sich zur Saison 2013/14 an der Michigan State University einschrieb. Für deren Eishockeyteam, die „Spartans“, nahm er fortan am Spielbetrieb der Big Ten Conference teil, einer Liga im Spielbetrieb der National Collegiate Athletic Association (NCAA). An der Michigan State steigerte der US-Amerikaner seine persönliche Statistik von Jahr zu Jahr, bis zu einem Bestwert von 30 Punkten aus 37 Partien in der Spielzeit 2015/16.
Im März 2016 statteten ihn die St. Louis Blues mit einem Einstiegsvertrag aus und setzten ihn anschließend bei ihrem Farmteam ein, den Chicago Wolves aus der American Hockey League (AHL). Dort trat MacEachern in den folgenden Jahren ebenso als regelmäßiger Scorer in Erscheinung wie ab der Saison 2018/19 auch bei der San Antonio Rampage, dem neuen Farmteam der Blues. Im Januar 2019 kam er schließlich zu seinem Debüt für St. Louis in der National Hockey League (NHL) und erspielte sich in der Folge prompt einen Stammplatz in deren Aufgebot. In den folgenden Playoffs 2019, in denen die Blues den Stanley Cup gewannen, kam er jedoch nicht zum Einsatz und qualifizierte sich somit nicht dafür, auf der Trophäe verewigt zu werden. Die Spielzeit 2019/20 verbrachte der Angreifer erstmals komplett in St. Louis, bevor er seinen Stammplatz in der Saison 2021/22 wieder verlor und überwiegend bei den Springfield Thunderbirds eingesetzt wurde.
Nach sechs Jahren in St. Louis wurde sein auslaufender Vertrag nach der Saison 2021/22 nicht verlängert, sodass er sich im Juli 2022 als Free Agent den Carolina Hurricanes anschloss. In gleicher Weise kehrte er im Juli 2023 zu den Blues zurück.

## Karrierestatistik
Stand: Ende der Saison 2024/25
(Legende zur Spielerstatistik: Sp oder GP = absolvierte Spiele; T oder G = erzielte Tore; V oder A = erzielte Assists; Pkt oder Pts = erzielte Scorerpunkte; SM oder PIM = erhaltene Strafminuten; +/− = Plus/Minus-Bilanz; PP = erzielte Überzahltore; SH = erzielte Unterzahltore; GW = erzielte Siegtore; 1 Play-downs/Relegation; Kursiv: Statistik nicht vollständig)